# Millard Drexler
Millard „Mickey” Drexler S. (n. 17 august 1944, New York City, New York, SUA) este actualul președinte și CEO al J. Crew Group, dar și fostul CEO al Gap Inc.. Este, de altfel, din 1999, directorul companiei Apple Inc.
A studiat la Bronx High School of Science, City College din New York⁠(d) și Universitatea din Buffalo⁠(d). El a primit mai târziu, un MBA de la Boston University Graduate School of Management.
La mijlocul anilor 1970, Drexler a fost unul din vice-președinții de merchandising la Abraham & Straus în Brooklyn, New York. A lucrat, de asemenea, la Ann Taylor, Bloomingdale's, și Macy's.